# Ifeda perobtusa
Ifeda perobtusa är en fjärilsart som beskrevs av Edward Meyrick 1922. Ifeda perobtusa ingår i släktet Ifeda och familjen plattmalar. Inga underarter finns listade i Catalogue of Life.